# 根茎水竹叶
根茎水竹叶（学名：Murdannia hookeri）是鸭跖草科水竹叶属的植物。分布在印度东部以及中国大陆的湖南、广西、贵州、广东、福建、四川、云南等地，生长于海拔2,800米的地区，常生于林中及山谷沟边，目前尚未由人工引种栽培。